# Fairfax (Oklahoma)
Fairfax – miasto w Stanach Zjednoczonych, w stanie Oklahoma, w hrabstwie Osage.

## Klimat
Miasto leży w strefie klimatu subtropikalnego, umiarkowanego, łagodnego bez pory suchej i z gorącym latem, należącego według klasyfikacji Köppena do strefy Cfa. Średnia temperatura roczna wynosi 15,3°C, a opady 894,1 mm (w tym 24,1 cm śniegu). Średnia temperatura najcieplejszego miesiąca - lipca wynosi 27,4°C, natomiast najzimniejszego stycznia 1,9°C. Najwyższa zanotowana temperatura wyniosła 44,4°C, natomiast najniższa -26,1°C. Miesiącem o najwyższych opadach jest maj o średnich opadach wynoszących 124,5 mm, natomiast najniższe opady są w styczniu i wynoszą średnio 27,9 mm.